# シンシィ・パウエル
シンシィ・パウエル（Cincinnatus "Cincy" Powell、1942年2月25日 - 2023年1月9日）こと、シンシナトゥス・パウエルは、アメリカ合衆国、ルイジアナ州バトンルージュ出身の元バスケットボール選手。ABAでプレーした。

## 経歴
セントルイス・ホークスにドラフト指名を受けたが、プロのキャリアは1967年に現在のサンアントニオ・スパーズであるABAのダラス・チャパラルズに入団しスタートした。3シーズンプレーした後、ケンタッキー・カーネルズ、ユタ・スターズ、バージニア・スクワイアーズで5シーズンプレーし引退した。1970年にはオールスターに選ばれている。

## 成績
ABA、NBAで599試合に出場し、9,746得点、4,582リバウンド、1,330アシストの成績を残している。